# Фойзісберг
Фойзісберг (нім. Feusisberg) — громада  в Швейцарії в кантоні Швіц, округ Гофе.

## Географія
Громада розташована на відстані близько 105 км на схід від Берна, 20 км на північ від Швіца.
Фойзісберг має площу 17,5 км², з яких на 10,8% дозволяється будівництво (житлове та будівництво доріг), 47,5% використовуються в сільськогосподарських цілях, 40,2% зайнято лісами, 1,5% не є продуктивними (річки, льодовики або гори).

## Демографія
2019 року в громаді мешкало 5350 осіб (+12,1% порівняно з 2010 роком), іноземців було 25,7%. Густота населення становила 306 осіб/км².
За віковим діапазоном населення розподілялося таким чином: 17,5% — особи молодші 20 років, 65% — особи у віці 20—64 років, 17,6% — особи у віці 65 років та старші. Було 2348 помешкань (у середньому 2,2 особи в помешканні).
Із загальної кількості 3725 працюючих 159 було зайнятих в первинному секторі, 789 — в обробній промисловості, 2777 — в галузі послуг.